# William Massey
William Ferguson Massey PC (26 de marzo de 1856 - 10 de mayo de 1925), conocido comúnmente como Bill Massey, fue un político neozelandés que sirvió como 19.º Primer ministro de Nueva Zelanda desde mayo de 1912 hasta mayo de 1925. Fue el líder fundador del Partido de la Reforma, segundo partido político organizado de Nueva Zelanda, desde 1909 hasta su muerte.
Massey nació en el condado de Londonderry en Irlanda (ahora Irlanda del Norte). Después de emigrar a Nueva Zelanda en 1870, Massey cultivó cerca de Auckland (ganando su apodo posterior, Farmer Bill) y asumió el liderazgo en las organizaciones de agricultores. Ingresó al parlamento en 1894 como conservador, y desde 1894 hasta 1912 fue líder de la oposición conservadora a los gobiernos liberales de Richard Seddon y Joseph Ward. Massey se convirtió en el primer primer ministro del Partido Reformista después de liderar una exitosa moción de censura contra el gobierno liberal. A lo largo de su carrera política, Massey fue conocido por el apoyo particular que mostró a los intereses agrarios, así como por su oposición al movimiento obrero. Prometió el apoyo de Nueva Zelanda a Gran Bretaña durante la Primera Guerra Mundial.
Massey dirigió su Partido de la Reforma a través de cuatro elecciones, aunque solo las elecciones de 1919 fueron una victoria decisiva sobre todos los demás partidos. Después de una salud cada vez más deteriorada en su cuarto mandato, Massey murió en el cargo. Después de Richard Seddon, es el segundo primer ministro de Nueva Zelanda con más años de servicio.